# Lisselängsdammen
Lisselängsdammen är en sjö i Avesta kommun i Dalarna och ingår i Dalälvens huvudavrinningsområde.